# 變色茉莉
變色茉莉（学名：Brunfelsia uniflora）为茄科番茉莉屬下的一个种。